# الكميشات
الكميشات قبيلة من قبائل ليبيا تنتسب لأبي عبيد عبد الله بن محمد الحسيني الهاشمي القرشي. بلادهم في ربع القواسم بجبل نفوسة إلا أنهم منتشرون في كافة ربوع ليبيا شرقا وغربا خاصة بمدن إجدابيا وبنغازي وطبرق والبيضاء ودرنة شرقا.

## أعلامهم
- حسين بن عبد الله الكميشي الغرياني الذي كان أول من جاء من الغرب الليبي إلى الشرق ليفقهوا بادية برقة في دينهم والتحق بالحركة السنوسية وأسس زاوية البيضاء التي نزعت اسمها على المدينة
- الشارف الغرياني والذي تولى حكم بنغازي إبان الاستعمار الإيطالي والمعروف بمواقفه الوطنية رغم اختلاف وجهات النظر بينه وبين عمر المختار ولعله من أكثر من خون وأبتلي من شيوخ الجهاد رغم عدم ثبات خيانته في أي مرجع تاريخي أو شاهد على عصره وقد قال عنه الشيخ المجاهد عبد الحميد العبار (أن أكثر من ظُلم هو الشيخ الشارف الغرياني)[1]